# KFC Oostakker

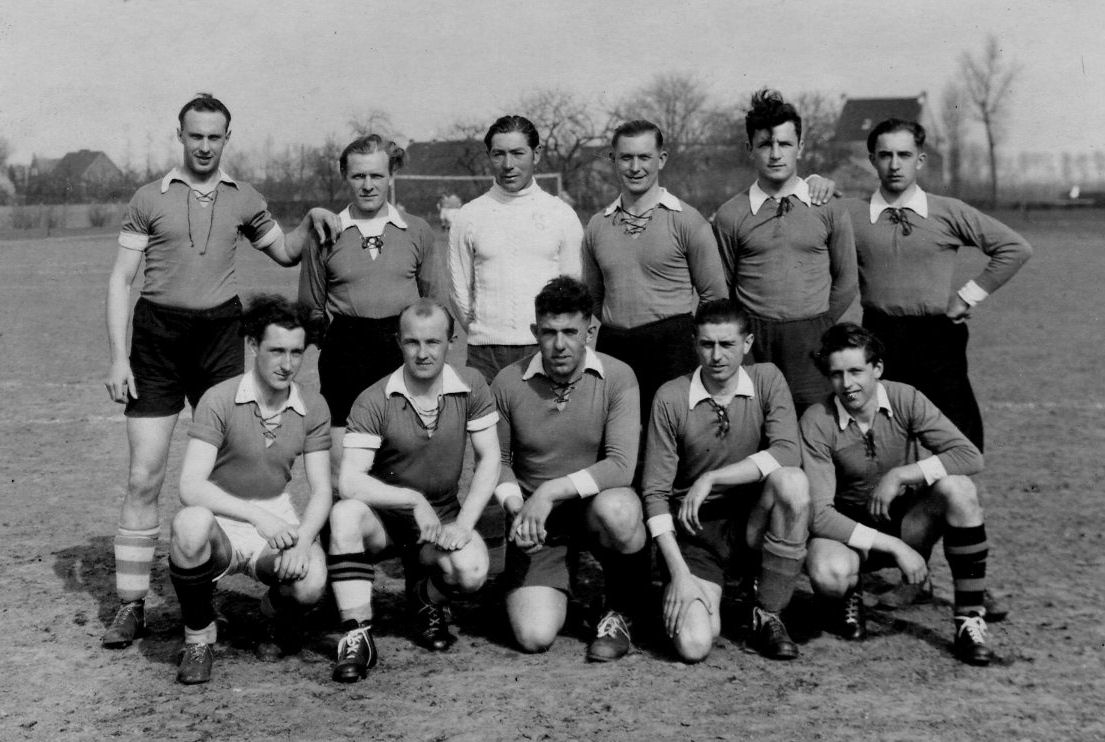
FC Oostakker in 1939, met onder andere eerste van boven links: André Vander Sypt

KFC Oostakker was een Belgische voetbalclub uit Oostakker. KFC Oostakker was bij KBVB aangesloten met stamnummer 2689. Tot 1975 speelde KFC Oostakker in groen en zwart, toen werden de clubkleuren veranderd naar rood en wit.

## Geschiedenis
De club werd opgericht in 1937 en sloot een jaar later aan bij de Belgische Voetbalbond, maar bleef zijn geschiedenis in de provinciale reeksen spelen. 
Begin jaren vijftig werd FC Oostakker een gevestigde waarde in Tweede Provinciale, in de jaren zestig behaalde de club steeds vaker een mooie eindklassering en in 1966 kon men een eerste keer naar Eerste Provinciale promoveren, maar er volgde een onmiddellijke degradatie.
In 1983 belandde Oostakker in Derde Provinciale, wat tot 1987 duurde. Tot 1990 werd in Tweede Provinciale gespeeld, toen volgde opnieuw een degradatie naar het derde provinciale niveau. Midden jaren negentig ging het weer beter met de club en in 1995 promoveerde FC Oostakker naar Tweede Provinciale.
In 1997 won de club zijn reeks in Tweede Provinciale en promoveerde naar Eerste Provinciale Oost-Vlaanderen. De club bleef er nog enkele jaren spelen. In 2000 zakte men naar Tweede Provinciale, waar men in het laatste seizoen dat de club bestond dorpsgenoot SKV Oostakker aantrof. 
Omwille van financiële problemen fusioneerde men in 2002 echter met RRC Gent-Zeehaven tot KRC Gent-Zeehaven. De fusieclub behield het stamnummer 11 van Racing Gent; stamnummer 2689 van KFC Oostakker verdween definitief. De jeugd van Racing Gent-Zeehaven ging spelen op de vroegere terreinen van KFC Oostakker. Enkele jaren later gingen alle ploegen er in een nieuw complex spelen.